# Парламентские выборы в Италии (1924)
Досрочные всеобщие парламентские выборы в Италии 1924 года прошли 6 апреля. На них были выбраны 535 членов Палаты депутатов Королевства Италия. Выборы прошли по закону Ачербо, принятому 18 ноября 1923 года по предложению барона Джакомо Ачербо. Согласно ему, партия, набравшая «наибольшее количество» голосов, но не менее 25 %, получала 66 % мест в парламенте. Оставшаяся треть мест распределялась между остальными партиями согласно пропорциональной системе.
Доля активных избирателей по сравнению с предыдущими выборами повысилась. В голосовании приняли участие 7 614 451 человек из 11 939 452 имевших право голоса (население Италии на тот момент составляло почти 39 млн), таким образом явка составила 63,78 %.

## Ход и итоги выборов
На выборах фашистов Бенито Муссолини и их союзников представляли сразу два блока: Национальный список, объединивший Национальную фашистскую партию и примкнувших к ней правых (консерваторы), национал-либералов (правые либералы) и национал-народников (католики-консерваторы), и Национальный список/Бис, включивший радикальное крыло фашистского движения во главе с Итало Бальбо и Роберто Фариначчи. Во время предвыборной кампании и голосования фашисты широко использовали тактику запугивания как своих политических оппонентов, так и избирателей, добившись в результате убедительной победы и двух третей мест в Палате депутатов.

## Результаты выборов
|                             |                                                |            |        |               |              |
| Партия                      | Партия                                         | Голосов    | %      | Мест получено | +/-          |
|                             | Национальный блок                              | 4 305 936  | 60,09  | 355           | ▲ 250        |
|                             | Итальянская народная партия                    | 645 789    | 9,01   | 39            | ▼ 69         |
|                             | Объединённая социалистическая партия           | 422 957    | 5,90   | 24            | новая партия |
|                             | Итальянская социалистическая партия            | 360 694    | 5,03   | 22            | ▼ 101        |
|                             | Национальный список/Бис                        | 347 552    | 4,85   | 19            | новая партия |
|                             | Итальянская коммунистическая партия            | 268 191    | 3,74   | 19            | ▲ 4          |
|                             | Итальянская либеральная партия                 | 233 521    | 3,26   | 15            | ▼ 28         |
|                             | Итальянская демократическая либеральная партия | 157 932    | 2,20   | 14            | ▼ 54         |
|                             | Итальянская республиканская партия             | 133 714    | 1,87   | 7             | ▲ 1          |
|                             | Итальянская социал-демократическая партия      | 111 035    | 1,55   | 10            | ▼ 19         |
|                             | Аграрная партия Италии                         | 73 569     | 1,03   | 4             | новая партия |
|                             | Список славян и немцев                         | 62 491     | 0,87   | 4             | ▼ 5          |
|                             | Сардинская партия действия                     | 24 059     | 0,34   | 2             | новая партия |
|                             | Фашисты-диссиденты                             | 18 062     | 0,25   | 1             | новая партия |
| Всего                       | Всего                                          | 7 165 502  | 100,00 | 535           |              |
| Действительных бюллетеней   | Действительных бюллетеней                      | 7 165 502  | 94,10  |               |              |
| Недействительных бюллетеней | Недействительных бюллетеней                    | 448 949    | 5,90   |               |              |
| Всего бюллетеней            | Всего бюллетеней                               | 7 614 451  | 100,00 |               |              |
| Явка избирателей            | Явка избирателей                               | 11 939 452 | 63,78  |               |              |